# Gabor Kasa
Gabor Kasa (serbisch-kyrillisch Габор Каса; * 3. Februar 1989) ist ein serbischer Straßenradrennfahrer.
Gabor Kasa wurde 2007 serbischer Juniorenmeister im Einzelzeitfahren und im Straßenrennen. Außerdem gewann er das Eintagesrennen Trofej Sajamskih Gradova und er wurde Zweiter in der Gesamtwertung bei Po Stajerski. Im nächsten Jahr wurde er nationaler Meister im Straßenrennen der U23-Klasse. Bei der Straßenrad-Weltmeisterschaft in Varese startete Kasa im U23-Straßenrennen, wo er den 98. Platz belegte.

## Erfolge
2007
- Serbischer Meister – Einzelzeitfahren (Junioren)
- Serbischer Meister – Straßenrennen (Junioren)

2008
- Serbischer Meister – Straßenrennen (U23)

2011
- eine Etappe Tour of Trakya
- eine Etappe Serbien-Rundfahrt
- eine Etappe Tour of Victory
- eine Etappe und Gesamtwertung Tour of Alanya

2012
- eine Etappe Sibiu Cycling Tour

2014
- Serbischer Meister – Einzelzeitfahren

2015
- Serbischer Meister – Einzelzeitfahren

## Teams
- 2011 Manisaspor Cycling Team
- 2012 Salcano-Arnavutköy
- 2014 Racing Cycles-Kastro Team (ab 01.05.)